# Thijs van Leer
Thijs van Leer (Amsterdam, 31 maart 1948) is een Nederlandse fluitist en toetsenist. Gitarist Jan Akkerman en hij waren de bekendste leden van de band Focus, en hij maakte daarnaast succesvolle soloalbums.

## Levensloop

### Jeugd en vroege ontwikkeling
Thijs van Leer kreeg op zijn derde jaar al pianoles van zijn moeder Mary Lindeman, zuster van sopraan Dora Lindeman. Later volgden lessen van Maria Stroo en Gerard Hengeveld. Toen Thijs van Leer acht was schreef hij zijn eerste compositie, die later als Moving Waves door Focus zou worden opgenomen. In zijn tienerjaren begon hij zich naast klassieke muziek te interesseren voor jazz.
Op zijn twaalfde kreeg hij van zijn vader, die hem op het klassieke pad wilde houden, een dwarsfluit. Zijn vader Ed van Leer, zelf een bekend fluitist, gaf hem ook les. Hij rondde het gymnasium af en studeerde daarna korte tijd in Amsterdam kunstgeschiedenis en aan het conservatorium.

### Vroege carrière

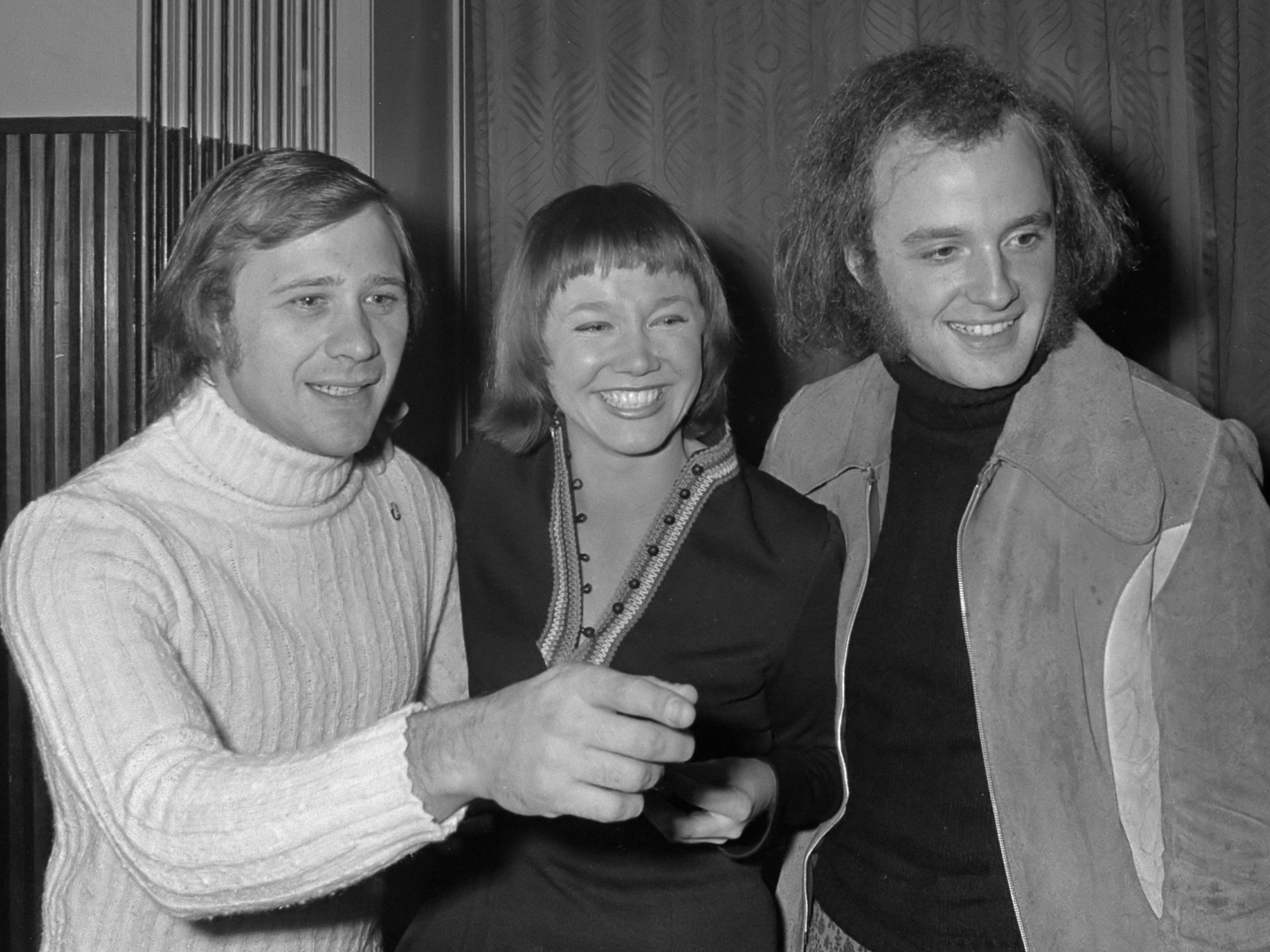
Frits Lambrechts, Loeki Knol en Thijs van Leer (1971)

In 1966 won Thijs van Leer een interscolaire culturele competitie en mocht als prijs een single opnemen met arrangeur Rogier van Otterloo. Stimulator was Willem Duys. De single bleef onopgemerkt. Hij debuteerde daarna als beroepsmuzikant vanaf februari 1968 in de cabaretgroep van Ramses Shaffy, als pianist en achtergrondzanger. In 1969 richtte hij het Thijs van Leer Trio op. Dit begeleidde de Nederlandse opvoeringen van de Amerikaanse musical Hair. Tijdens een opname als backingband voor de kerstsingle 'Zeven ballen en een piek' van Neerlands Hoop (Freek de Jonge en Bram Vermeulen) ontmoette hij de Amsterdamse gitarist Jan Akkerman. Deze voegde zich bij het trio, en onder de naam Focus werd in die bezetting in 1970 een album opgenomen, In and out of Focus.

### Focus en Introspection
Tot 1976 zouden nog diverse albums volgen, allemaal met Jan Akkerman als gitarist en met verschillende bassisten en drummers. Daarnaast maakte Van Leer als fluitist soloalbums, waarop hij naast bewerkingen van klassieke stukken ook eigen composities speelde, met achtergrondzang van Letty de Jong en arrangementen van Rogier van Otterloo. Deze albums verschenen onder de titel Introspection, Introspection 2 en Introspection 3. Na het vertrek van Akkerman in 1975 ging Van Leer met Focus door, waarbij hij twee andere gitaristen inschakelde. In 1978 werd Focus opgeheven, het jaar toen hij Introspection 3 heeft uitgebracht. In zomer 1979 volgde Introspection IV. Van Leer ging verder met zijn solocarrière, gedurende korte tijd als Tys van Leer, maar vervolgens weer onder zijn eigen naam. 
Van Leer maakte diverse albums van sterk wisselend gehalte, onder andere met de Van Leer Band en er volgden Focus-reünies in 1985, 1993 en 1998. Een veel geroemde compositie van Van Leer uit die tijd is het rockoratorium Dona Nobis Pacem uit 1981, later op cd verschenen onder de titel Pedal Point.

### Opnieuw Focus
In 2002 werd Thijs van Leer uitgenodigd mee te spelen in Hocus Pocus, een band die als eerbetoon aan Focus werd opgericht door zijn stiefzoon Bobby Jacobs, de zoon van de producer van de meeste van zijn soloalbums, Ruud Jacobs. De samenwerking beviel zo goed dat hij toetrad als groepslid. De band treedt sindsdien regelmatig op onder de naam Focus en heeft ook nieuw werk uitgebracht. Thijs van Leer vertelt dat destijds hij, of eigenlijk zijn moeder, de naam Focus heeft bedacht. In februari 2003 waren er plannen om samen met toetsenist Rick van der Linden (Ekseption) een kerstalbum op te nemen, maar dat is er nooit van gekomen. Wel heeft hij een kerstalbum gemaakt met zijn dochters. Hij treedt ook regelmatig op met zijn dochter Berenice van Leer. De Introspection-albums zijn heruitgebracht op cd.

## Eerbetoon
Thijs van Leer werd op 13 september 2008 in de kerk te Lathum benoemd tot Ridder in de Orde van Oranje-Nassau.